# Muhammad ibn Idris al-Shafi'i
Abū ʿAbd Allāh Muḥammad ibn Idrīs al-Shāfiʿī (in arabo ابو عبدالله محمد بن إدريس الشافعيّ‎?; Gaza, 767 – al-Fustat, 820) è stato un giurista e imam arabo.
Fu attivo in materia giuridica e il suo insegnamento alla fine portò alla scuola giuridica sciafeita di fiqh. È spesso chiamato Imam al-Shāfiʿī ed è considerato uno dei principali fondatori della giurisprudenza islamica.

## Biografia
La biografia di al-Shāfiʿī è molto difficile da stilare. La biografia più antica risale a Ibn Abī Ḥātim al-Rāzī (morto nel 939) che non è altro che una raccolta di aneddoti, alcuni dei quali fantasiosi. La prima biografia reale è di al-Bayhaqi (morto nel 1066), anch'essa comunque piena di pie narrazioni leggendarie. Le successive sembrano costituire invece una lettura ragionevole.
Al-Shāfiʿī apparteneva alla tribù Quraysh e al clan dei Banu Muttalib, strettamente imparentato con quello dei Banu Hashim, a cui appartennero Maometto e i califfi abbasidi. Di conseguenza, egli aveva collegamenti nelle più alte sfere sociali, ma crebbe in povertà.
Era nato a Gaza e si trasferì con la famiglia a La Mecca quando aveva circa due anni. Si narra che abbia studiato nella "Scuola della Mecca" (che potrebbe anche non essere esistita, anche se alcuni studiosi hanno riferito essere attiva). Si trasferì quindi a Medina per insegnare agli altri il messaggio dell'Islam e per essere allievo di Malik ibn Anas.
Quindi si spostò di nuovo a Mecca, a Baghdad e infine in Egitto, dove morì.
Fra i suoi insegnanti vi furono Malik ibn Anas e Muḥammad ibn al-Ḥasan al-Shaybānī, con i quali studiò a Medina e a Baghdad rispettivamente.
Venne nominato Qadi a Najrān ai tempi di Hārūn al-Rashīd. I sunniti elogiano la sua dedizione alla giustizia, anche quando questo significava criticare il Wali. Ciò gli causò in effetti alcuni problemi, e venne portato davanti al Califfo, falsamente accusato di favoreggiamento della setta degli Alawiti che gli si erano ribellati. In quel tempo al-Shaybānī era a capo della giustizia, e la sua difesa di al-Shāfiʿī, accoppiata alla difesa eloquente dello stesso al-Shāfiʿī, convinsero Hārūn al-Rashīd a respingere l'accusa, raccomandando ad al-Shaybānī che al-Shāfiʿī si recasse a Baghdad.
Viene anche ricordato per essere stato un critico convinto degli scritti storici di al-Waqidi sulla vita di Maometto.
A Baghdad, egli sviluppo il suo primo madhhab, influenzato dagli insegnamenti dell'Imam Abu Hanifa e dell'Imam Malik ibn Anas. Il suo lavoro si chiama Kitāb al-Umm come “al-Madhhab al-qadīm li-l-Imāām al-Shāfiʿī”, o "Antico madhhab dell'Imam al-Shāfiʿī.
Morì all'età di 54 anni il 30 Rajab 820 dell'Egira e venne sepolto nel cimitero della Qarafa di al-Fustat (Il Cairo, in Egitto). In età ayyubide, il sultano Saladino costruì un complesso funerario con una madrasa e un mazar (santuario) sul sito della sua tomba. Al-Afdal, fratello di Saladino, costruì un mausoleo in suo onore nel 1211 dopo aver sconfitto i Fatimidi. Il sito è tutt'oggi oggetto di pie visite da parte dei musulmani.
Shāfiʿī sviluppò la scienza del fiqh armonizzando le "fonti rivelate" - Corano e Sunna - con la ragione umana, per fornire una solida base giuridica alla comunità islamica. Con questa sistematizzazione della sharīʿa egli ha fornito un patrimonio giuridico di grande rilevanza alla cultura islamica, anche la sua scuola vanta un numero di aderenti assai inferiore a quella hanafita e a quella malikita.
Il suo madhhab è seguito in diversi luoghi del mondo islamico: Indonesia, Malaysia, Egitto, Somalia, Yemen e nel sud dell'India.
Oggi, molti musulmani di lingua inglese aderiscono al madhhab dell'Imam al-Shāfiʿī, usufruendo della traduzione della sua ʿUmdat al-Salik (La fiducia del viaggiatore) e degli al-Maqāsid, entrambe curate dallo sceicco Nuh Ha Mim Keller.
Fra i seguaci della scuola dell'Imam al-Shāfiʿī si annoverano:
- Bukhari
- Muslim ibn al-Hajjaj
- Abu Dawud al-Sijistani
- Tirmidhi
- ʿIzz al-Dīn b. ʿAbd al-Salām
- al-Nasa'i
- Ibn Maja
- Imam Bayhaqi
- Hakim al-Nishaburi
- Ibn Hibban
- Suyuti
- al-Dhahabi
- al-Ghazali
- al-Nawawi
- Ibn Hajar al-'Asqalani
- Ibn Kathir

### Opere
Scrisse più di 100 libri, tra cui:
- al-Risāla, il più noto libro di al-Shāfiʿī nel quale egli esamina gli usul al-fiqh, le fonti della giurisprudenza islamica, il Corano, la Sunna, il qiyas (analogia) e l'ijmāʿ (consenso dei dotti). Del libro esiste una buona moderna traduzione.
- Kitāb al-Umm
- Musnad al-Shāfiʿī (sui ḥadīth), di cui è disponibile il tartīb (lettura affrettata) in lingua araba, letto da Ahmad ibn ʿAbd al-Rahmān al-Banna

### Visione sunnita
Molte storie si raccontano sull'infanzia e la vita di al-Shāfiʿī, ed è difficile separare le verità dal mito:
La tradizione dice che egli aveva imparato a memoria il Corano all'età di sette anni; che a dieci sapesse a memoria l'al-Muwaṭṭaʾ dell'imam Malik ibn Anas e che divenne muftī (autorizzato a emettere fatwā) all'incredibile età di quindici anni. Si afferma che recitasse il Corano tutti i giorni e che lo facesse due volte al giorno durante il mese di Ramadan. Alcune fonti apocrife dichiarano che era molto bello, che la sua barba non superava la lunghezza del suo pugno, e che era molto scuro di carnagione. Portava un anello con la scritta “La fede in Allah basta a Muhammad ibn Idrīs”. Era anche noto per essere molto generoso.
Era un ottimo arciere, un poeta e alcune fonti lo definiscono il più eloquente del suo tempo. Altre fonti sostengono che vi fu un gruppo di beduini che andò a sedersi per ascoltarlo, non per amore del sapere, ma solo per ascoltare il suo uso affascinante della lingua. Anche in epoche recenti, i suoi discorsi e le sue opere sono stati utilizzati dai grammatici arabi. Gli è stato dato il titolo di Nāṣir al-Sunna, il "difensore della Sunna".
Amava Maometto molto profondamente e si afferma che egli dividesse le sue notti in tre parti: una per scrivere, una per pregare e una per dormire.
Fonti apocrife dichiarano che l'Imam Ahmad ibn Hanbal disse di al-Shāfiʿī (di cui aveva seguito l'insegnamento, pur differenziandosene decisamente per quanto riguarda la struttura degli isnad): "Non ho mai visto nessuno operare di più di lui sugli ʾaḥādīth. Nessuno lo ha preceduto nella scrittura dei ''ḥadīth".
Shah Waliullah, disse:
Molte fonti sostengono che avesse una prodigiosa memoria. Un aneddoto afferma che doveva sempre coprire una parte di un libro durante la lettura, perché una rapida occhiata alla pagina gli avrebbe consentito di impararla a memoria.
Egli sostenne che il gioco degli scacchi (shatranj) era un'immagine di guerra, ed era possibile giocare a scacchi come un esercizio mentale per la soluzione di tattiche militari. A scacchi non si può giocare per scommessa, ma se un giocatore giocava per esercizio mentale, non faceva nulla di illegale. A condizione che egli si preoccupasse che la sua passione per gli scacchi non gli causasse la trascuratezza di qualsiasi altra norma di vita.

Giocò a scacchi egli stesso difendendo la sua passione con l'esempio di molti dei suoi compagni.